# 三菱・エアトレック
エアトレック（AIRTREK）は、三菱自動車工業が販売していたクロスオーバーSUVである。

## 初代 CU2W/4W/5W型（2001年 - 2005年）
SUV、ステーションワゴン、ミニバン、ハッチバックのいずれにもあてはまらない新しいタイプの乗用車を目指し、次世代クロスオーバーSUV『スマートオールラウンダー』をキャッチフレーズに掲げ、2001年に発売された。チャレンジャーの後継となる。『三菱自動車ターンアラウンド計画』の第1弾として、当時の園部孝社長が初めて新車発表会に出席した。
プラットフォームは6代目ランサーがベースで、FFと4WDがラインナップされた。エンジンは直列4気筒ガソリンエンジンを横置き搭載し、排気量2.4 Lと2.0 Lの2種類が用意される。
インパネシフトの採用でウォークスルーを可能とするとともに、全高を1,550 mm以下に抑えることで、機械式駐車場の利用を可能とした。
日本国外ではアウトランダー (Outlander)として販売されたが、2005年（平成17年）のフルモデルチェンジを機に日本国内でも車名が「アウトランダー」に変更されることとなり、エアトレックの名称は1代限りで消滅した。
2001年1月
後のエアトレックとなるコンセプトカーの「ASX」をデトロイトモーターショーで発表。
2001年6月20日
エアトレックを発表・発売。
2002年6月10日
一部改良。ランサーエボリューションと同型の4G63型 2.0 Lターボエンジンを搭載した「ターボR」を追加。駆動方式は4WDのみで、専用設計のフロントバンパーの採用や、サスペンションのチューニングが施された。
2002年10月31日
マイナーチェンジ。
2003年1月15日
「スポーツギア」発売。北米仕様をベースとしており、フロント周りを中心にデザインが異なり、ボディサイズも拡大している。全高1,685 mmのため機械式駐車場は利用不可。
2004年1月20日
マイナーチェンジ。「20E」・「20V」（4WD）・「24V」・「24V-S」を廃止し、「スポーツギアS」を追加、「スポーツギア」の搭載エンジン変更、車名のロゴを車両後部貼付専用ロゴ（Airtrek）から発売当初よりカタログ・広告で用いられてたもの（AIRTREK）に統一された。
2004年8月29日
｢ジャパンオフロードレース｣に初出場しシリーズ2位を獲得。同車のほかに三菱・フォルテも出場。
2005年10月17日
後継車となるアウトランダーの登場に伴い、日本国内向けの生産終了。国外向けの生産は継続。
2008年
生産終了。

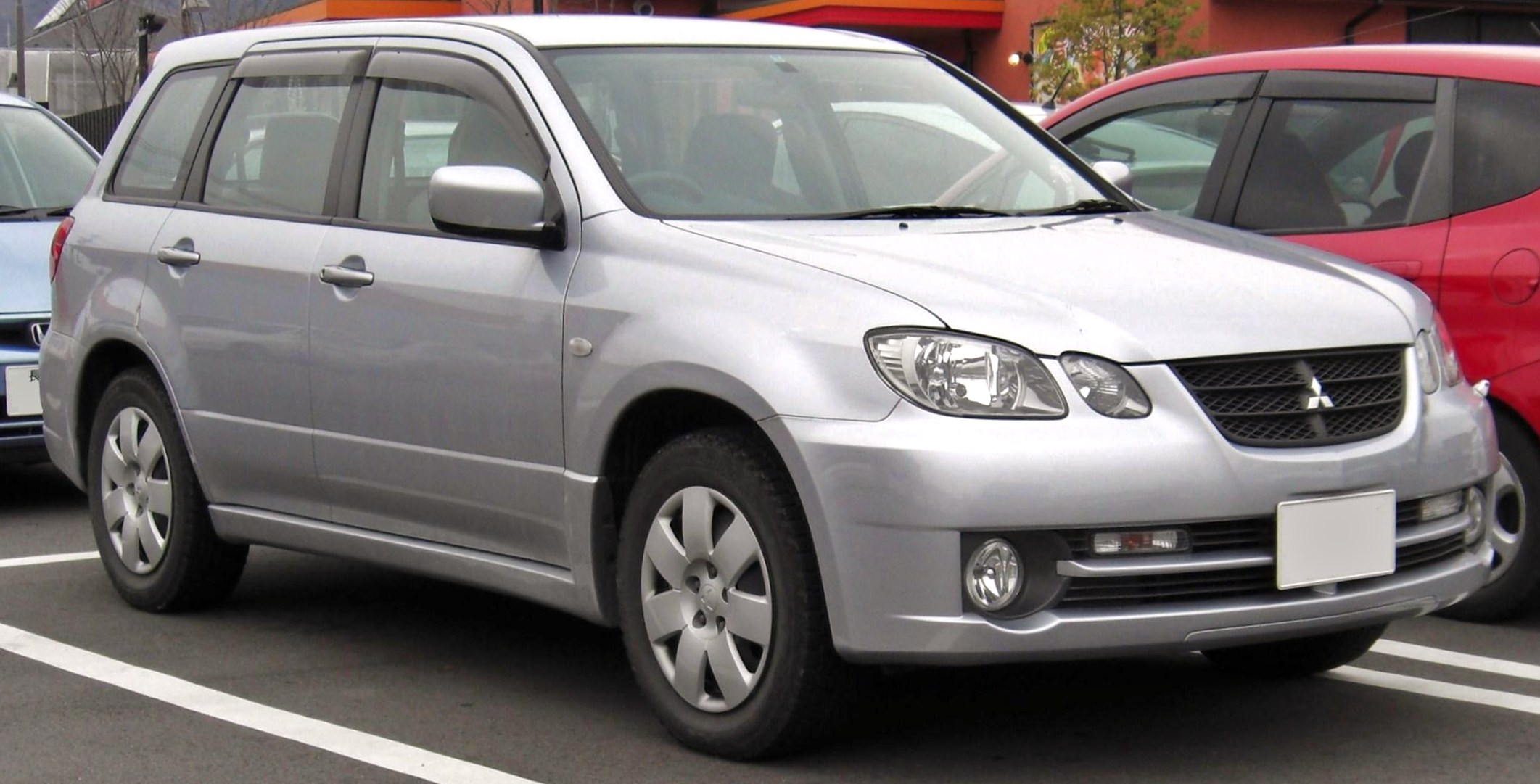
後期型 20V（2004年1月-2005年）
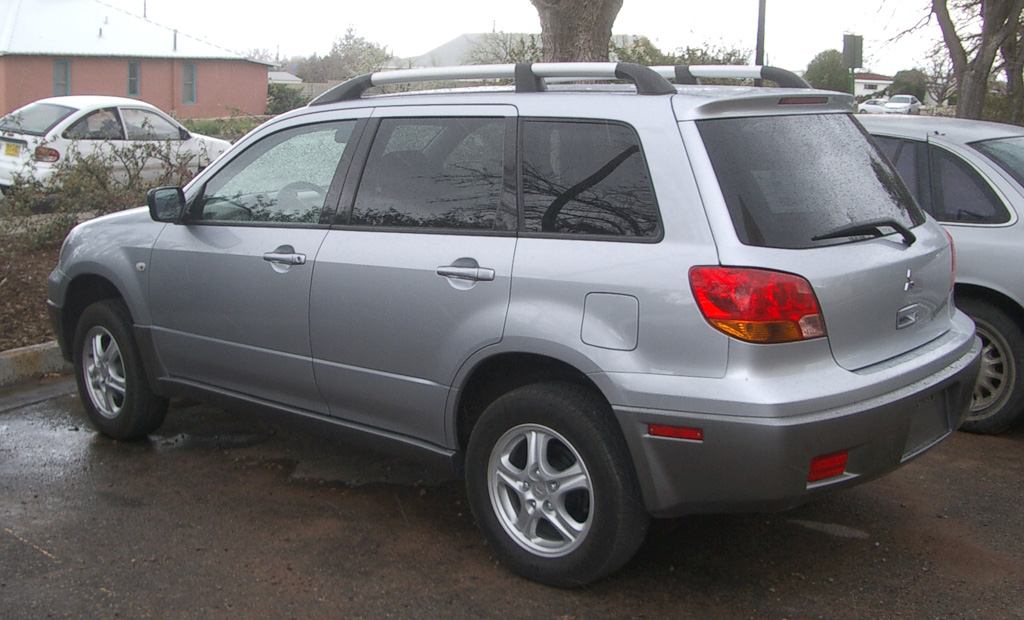
サイド（米国仕様）
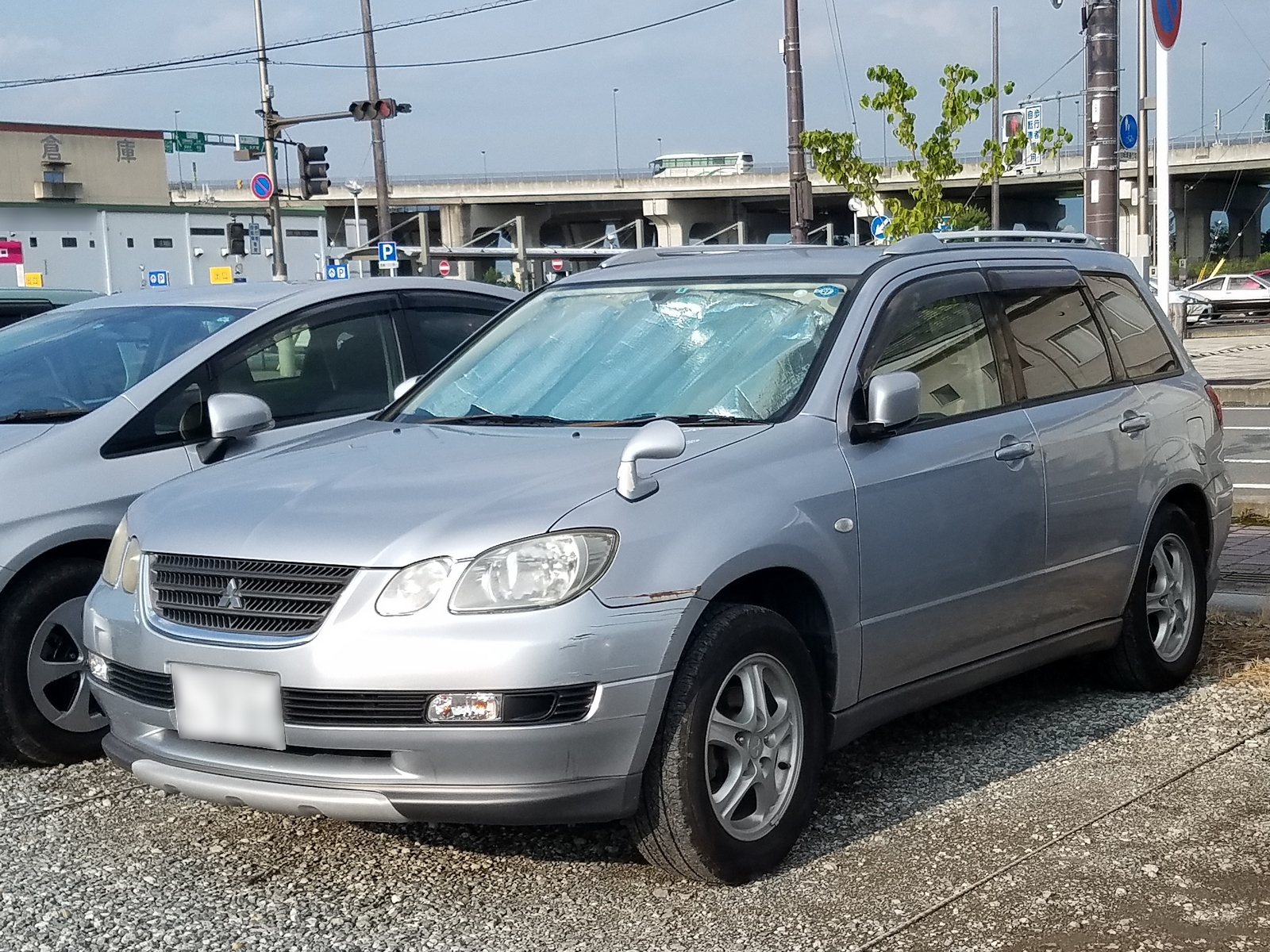
前期型 フィールドギア
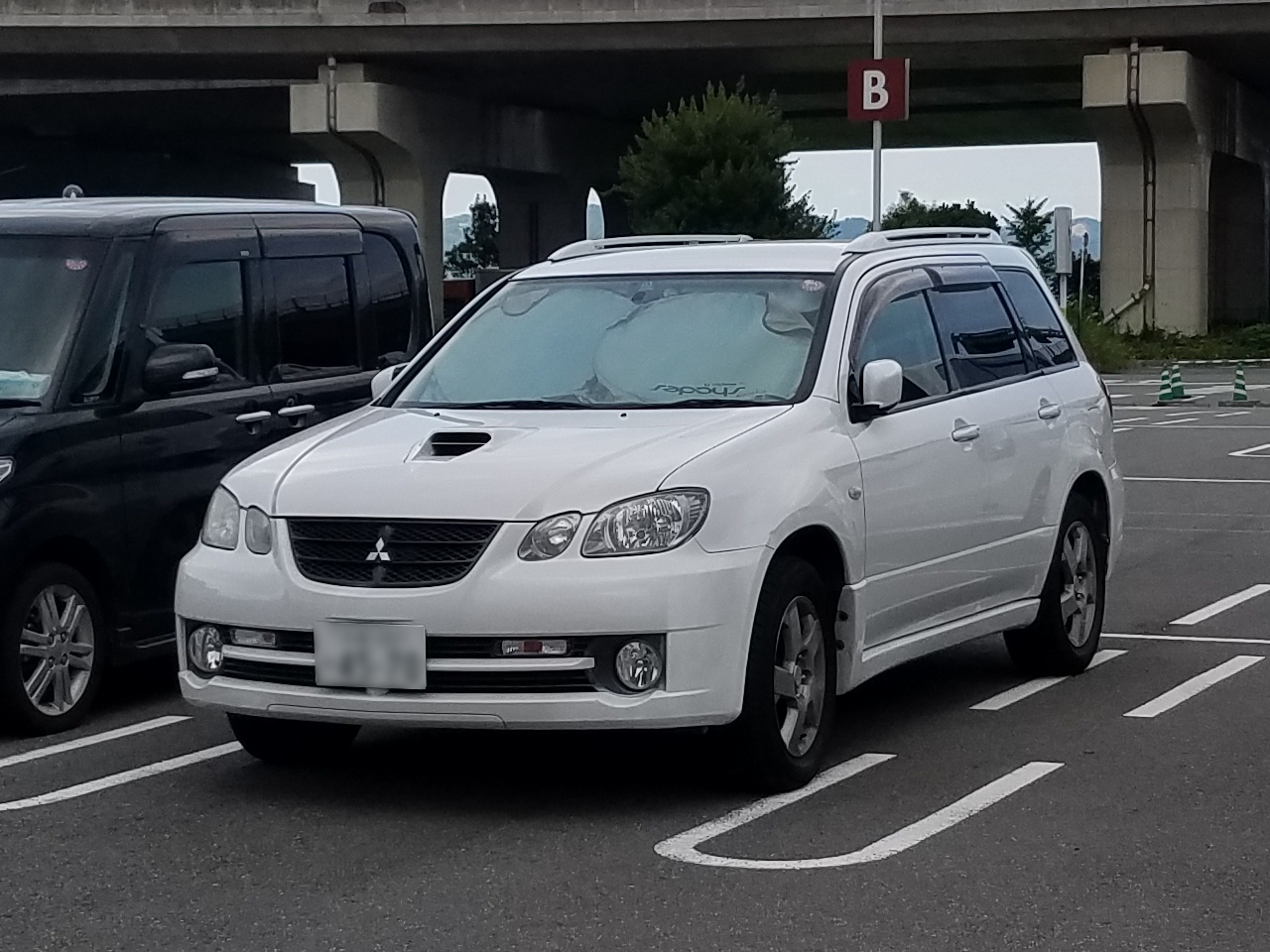
後期型 ターボR
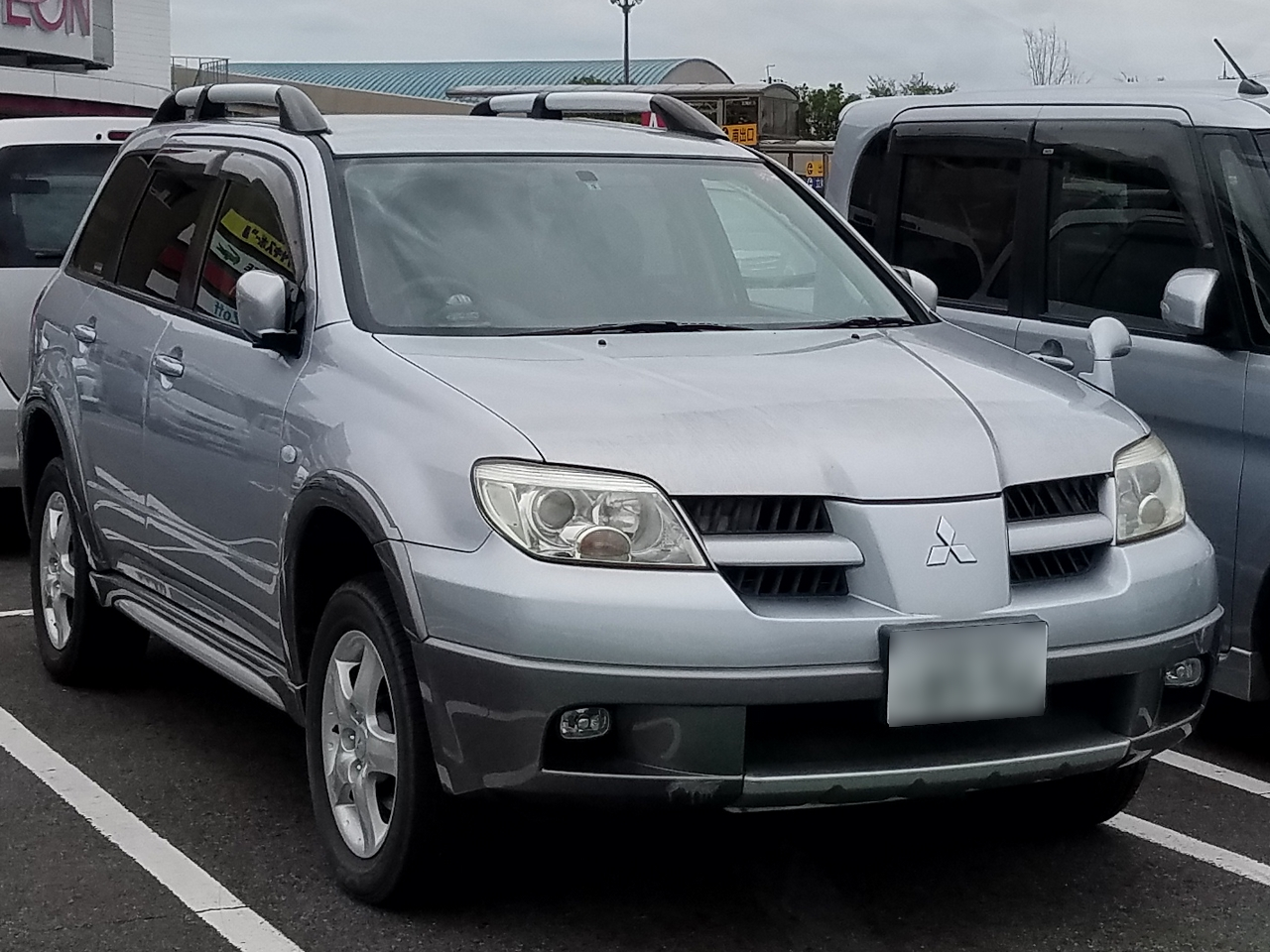
スポーツギアS

### 年間生産と販売
| 年   | 製造   | 販売   |
| ---- | ------ | ------ |
| 2001 | 21,245 | 19,160 |
| 2002 | 68,431 | 14,132 |
| 2003 | 77,331 | 7,427  |
| 2004 | 60,817 | 3,198  |
| 2005 | 49,596 | 1,030  |
| 2006 | 31,326 | 10     |
| 2007 | 10,857 | -      |
| 2008 | 5,714  | -      |
| 2009 | -      | 1      |
| 2010 | -      | -      |

(sources: Facts & Figures 2006, Facts & Figures 2011,Mitsubishi Motors website)

## 2代目（2022年 - 2023年）
2021年11月19日
中国の三菱自動車と広州汽車集団の合弁会社である広汽三菱汽車が、広州国際モーターショーにおいて世界初披露し、SUVタイプの二次電池式電気自動車（BEV）として参考出品した。先代の生産終了から13年ぶりの車名復活となった。
外観はフロントフェイスの「ダイナミックシールド」やテールゲートの六角形モチーフ等が取り入れられ、内装はインストルメントパネルを水平基調とし、人が触れる部分にソフトパッドを採用、ステッチを細部にまで多用したほか、車両寸法面は、ホイールベースと全幅が大きく採られている。
電気自動車へ転換され、低重心かつ理想的な前後重量配分を実現するため、70 kWhの大容量駆動用バッテリーをフロア中央に搭載。また、インバーター・電動モーター・減速機を一つのユニットにすることで軽量・コンパクト化を実現している。
2022年3月23日
発売開始。補助金受給後の実質価格は19万9,800 - 22万9,800人民元（約381万 - 439万円）。
2023年3月
販売不振により現地工場の操業を停止。
2023年10月24日
三菱自動車は中国での合弁事業の解消と、中国市場からの撤退を正式決定した。

## 車名の由来
「自由に冒険的な旅をする」という「Air」+「Treck」の造語。